# Trinità & Bambino... e adesso tocca a noi!
Trinità & Bambino... e adesso tocca a noi! è un film del 1995 diretto da E.B. Clucher. 
Il film è lo spin-off della saga "Trinità" che, con Lo chiamavano Trinità... e ...continuavano a chiamarlo Trinità con protagonisti Bud Spencer e Terence Hill, ottenne successo nei primi anni '70. Anche se la pellicola ha avuto lo stesso regista, qui al suo ultimo lavoro, e gli stessi produttori dei film originali, non ha però ottenuto un riscontro positivo da parte del pubblico.

## Trama
Trinità Jr. e Bambino Jr., sono i figli degli ormai leggendari Trinità e Bambino e hanno lo stesso carattere. Non si sono mai incontrati, fino a quando Trinità scopre che Bambino è accusato di aver razziato una mandria di 200 cavalli all'allevatore Parker e per questo è stato arrestato e sta per essere impiccato. Trinità conosce la fama di Bambino, e sa che non avrebbe potuto fare ciò di cui è accusato, riesce quindi a rintracciare il luogo dov'è detenuto e, con uno stratagemma, a farlo scappare di prigione.
Durante la loro fuga, incontrano alcuni abitanti della cittadina di San Clementino, che stanno cercando due validi pistoleri per difendere il loro villaggio dai fratelli Ramirez, una banda di ladri che da tempo li sta vessando. Diventati quindi rispettivamente vicesceriffo e sceriffo del villaggio, Trinità e Bambino scoprono ben presto che i responsabili del furto dei 200 cavalli sono proprio i membri della banda Ramirez, riuscendo a consegnarli alla giustizia e a scagionare Bambino da ogni accusa. Tra varie scorribande e scazzottate degne dei loro padri, Trinità Jr. e Bambino Jr. troveranno anche il tempo di conoscere due avvenenti ragazze, Scintilla e Bonita, che perderanno la testa per loro.

## Distribuzione
| Date di uscita internazionali | Date di uscita internazionali | Date di uscita internazionali                      |
| Paese                         | Data                          | Titolo                                             |
| ----------------------------- | ----------------------------- | -------------------------------------------------- |
| Italia                        | 29 giugno 1995                | Trinità & Bambino... e adesso tocca a noi!         |
| Germania                      | 11 aprile 1996                | Ein Begräbnis und die Auferstehung der vier Fäuste |
| Spagna                        | 4 luglio 1997                 | Trinidad y Bambino: tal para cual                  |
| Stati Uniti                   |                               | Sons of Trinity                                    |

### Edizioni home video
L'unica edizione esistente in DVD è uscita negli Stati Uniti per la Platinum Disc e contiene:
- Audio: Inglese
- Formato: 1.33:1
- Regione: 1, NTSC